# Psychotria longirostris
Psychotria longirostris är en måreväxtart som först beskrevs av Henry Hurd Rusby, och fick sitt nu gällande namn av Paul Carpenter Standley. Psychotria longirostris ingår i släktet Psychotria och familjen måreväxter. Inga underarter finns listade i Catalogue of Life.